# Jaan Koort
Jaan Koort (ur. 6 listopada 1883 w Pupastvere, zm. 14 października 1935 w Moskwie) – estoński rzeźbiarz i malarz.

## Życiorys
Urodził się  6 listopada 1883 roku w Pupastvere, nieopodal Tartu. W latach 1902–1905 studiował w petersburskiej Państwowej Akademii Artystyczno-Przemysłowej im. Stieglitza, a gdy wybuchła rewolucja 1905 roku, wyjechał do Paryża. Podczas dziesięcioletniego pobytu we Francji zainteresował się sztuką egipską wystawianą w Luwrze, która wraz z twórczością Amandusa Adamsona wywarła znaczny wpływ na jego rzeźby. W 1908 roku zaczął wystawiać prace na Salon de la Société des Beaux-Arts. 
Po powrocie do Estonii zaprzyjaźnił się z artystami Konradem Mägi, Nikolaiem Triikiem i Kristjanem Raudem. Jego pierwszą znaczącą rzeźbą był portret żony wykonany w 1916 roku w bazalcie, który łączył naturalizm z elementami neoklasycystycznego stylu Augusteʼa Rodina. W latach 20. w jego rzeźbach pojawiła się inspiracja niemieckim ekspresjonizmem. Łączył zainteresowanie życiem wewnętrznym modela z francuskim kunsztem formy. Tworzył rzeźby w różnych materiałach, używając czasem tych samych kompozycji. W połowie lat 20., ze względu na brak zamówień, poróżnił się ze środowiskiem. W 1927 roku zaczął eksperymentować z ceramiką, a w 1934 roku został zaproszony do współpracy z fabryką ceramiki Gżel. 
Zmarł 14 października 1935 roku w Moskwie. 

## Galeria

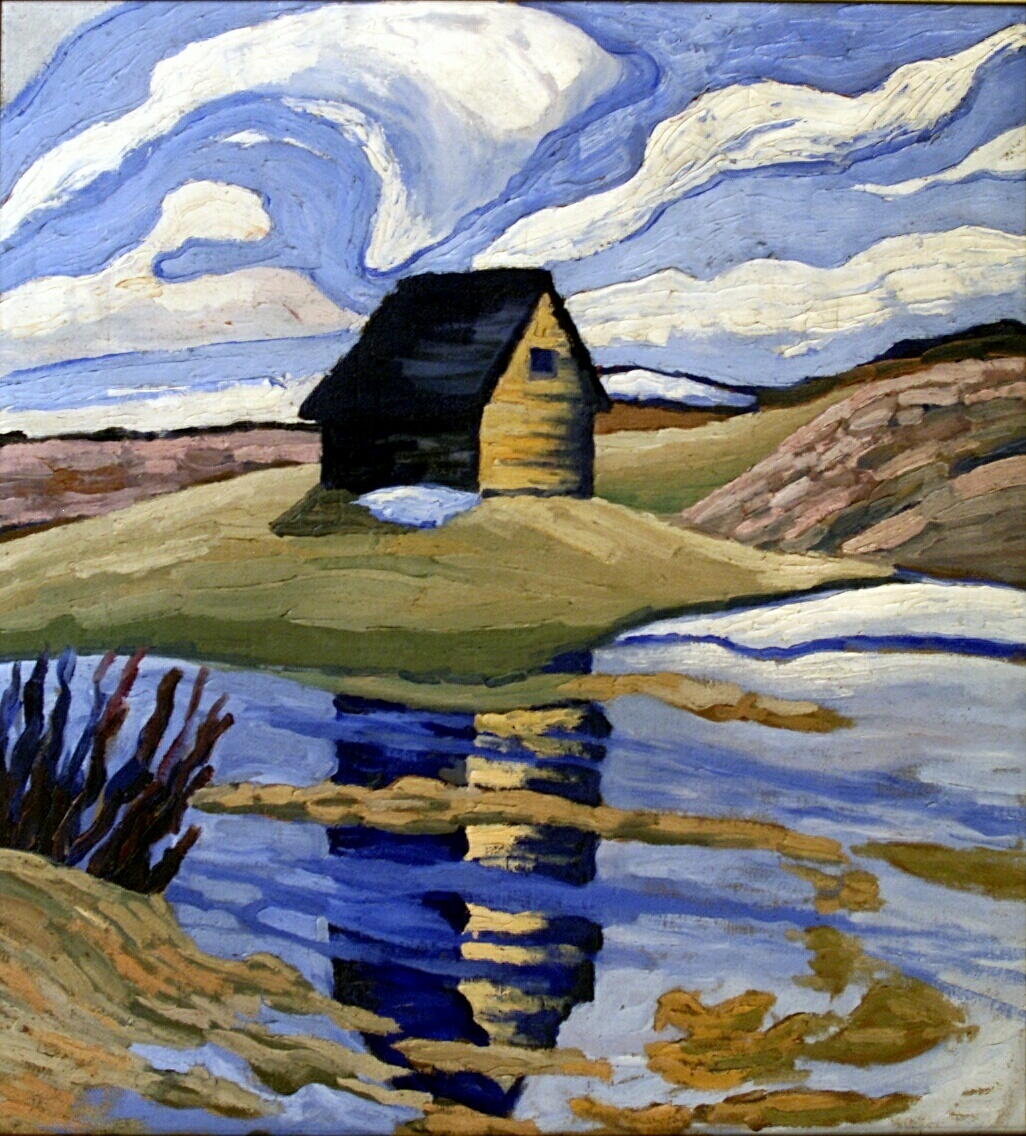
Otepää kevadmaastik, 1901–1910
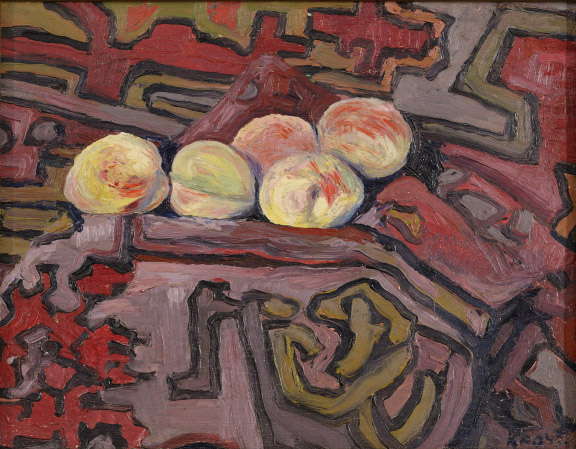
Natüürmort, ok. 1907
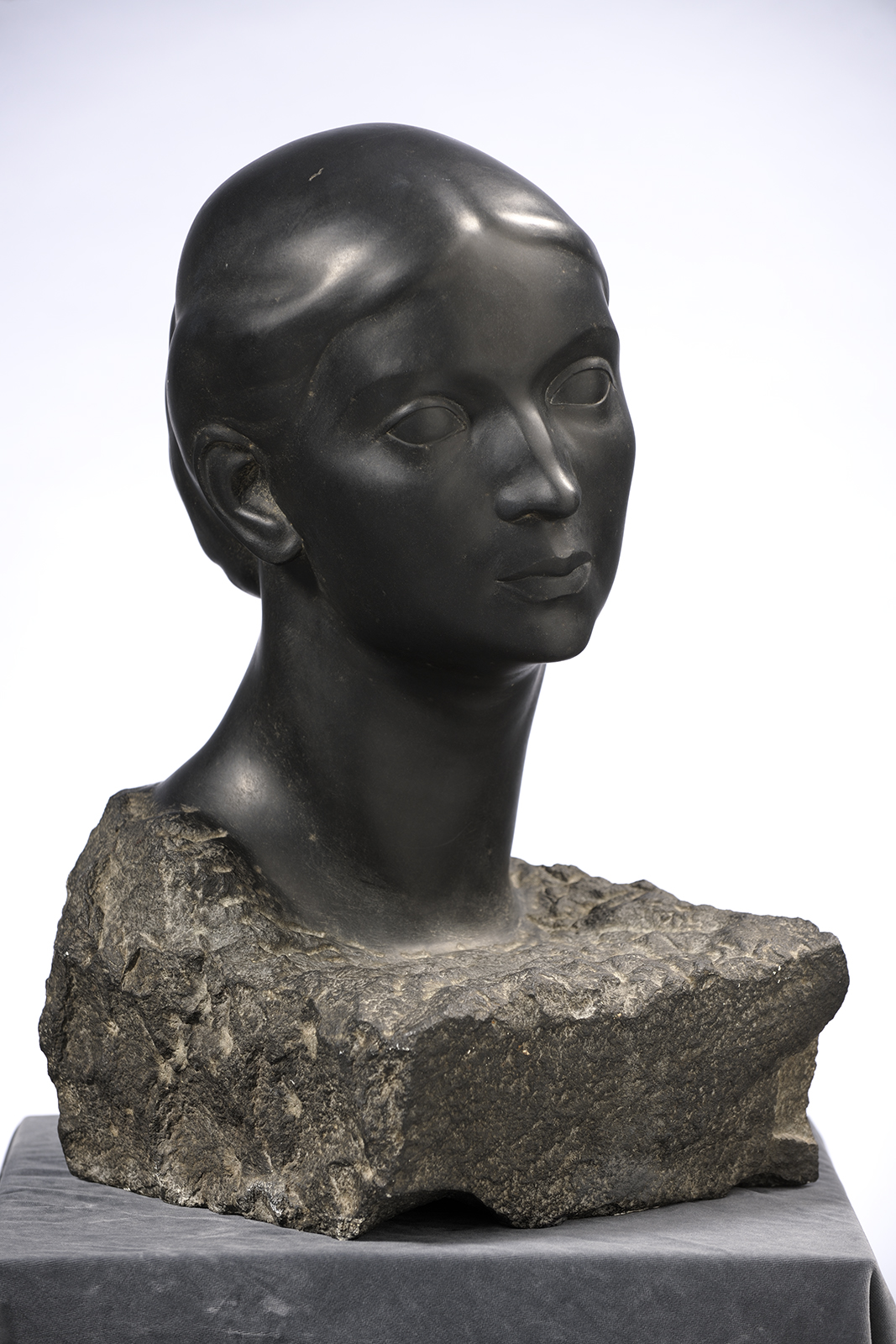
Abikaasa portree (pol.: portret żony), 1916
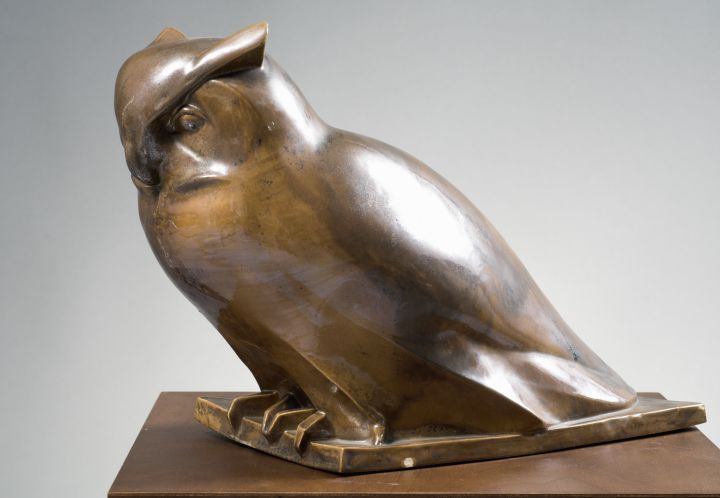
Öökull, 1933